# John Chapman (fodboldtræner)
 For alternative betydninger, se John Chapman. (Se også artikler, som begynder med John Chapman)
John Albert Chapman (1882 – 31. december 1948) var en engelsk fodboldtræner. Han var den sjette manager i Manchester Uniteds historie. Han overtog efter den syge John Robson i oktober 1921 og var manager frem til 8. oktober 1926, da han fik sparket.